# ルイーズ・ケラリオ
ルイーズ・フェリシテ・ギヌモン・ド・ケラリオ（Louise-Félicité Guynement de Kéralio（結婚後はLouise RobertまたはKéralio-Robert）, 1756年8月27日-1822年12月31日）はフランスの作家、ジャーナリスト、翻訳者。フランス革命期に女性として初めて新聞を発行した。

## 生涯

### 革命前における作家活動
ブルターニュ貴族の出身のルイーズは、コンディヤックとともにパルマ公の家庭教師を務め、1776年まで軍学校で教鞭を取った軍人で学者のルイ・フェリックス・ギヌモン・ド・ケラリオと、翻訳者で作家のフランソワーズ・アベイユの間に生まれる。ルイーズは1777年10月から1782年までヴェルサイユ宮廷に滞在した。
ケラリオはエリザベス1世の伝記（5巻, 1786-1788）や小説『アデライード』を書き、ヘンリー・スウィンバーン、ジョン・グレゴリー、ジョン・ハワード、リグッチョ・ガルッジの著作をフランス語に翻訳した。
ベルナルダン・ド・サン＝ピエールとの結婚話が持ち上がったことがあったが、1777年10月には立ち消えになったようである。
1786年から1789年にかけて、ケラリオは『女性によるフランス文学名作集』と題した、フランスの女性作家の作品を集めた14巻のアンソロジーを編纂した。しかしあまりにも大規模な試みだったため、完成させることはできなかった。
1787年2月3日、ケラリオはアラス・アカデミーの会員に選出され、当時会長を務めていたロベスピエールに歓迎された。1786年あるいは1787年から、ケラリオは伯父の経済学者ルイ・ポール・アベイユが設立したブルトン愛国者協会にも加入した。

### フランス革命への参加

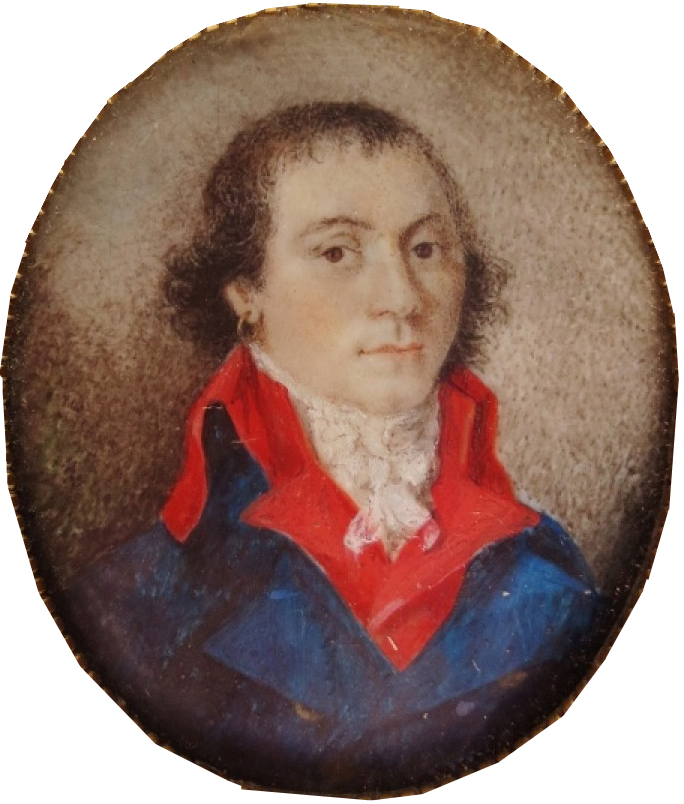
夫ロベールの肖像

フランス革命が始まると、ケラリオは積極的に革命に参加した。コルドリエ・クラブ、あるいは両性愛国者友愛協会の会員になるなど、当時の女性としては珍しい役割を果たした。
1789年8月13日からケラリオは女性初の編集長として『国家と市民』紙の発行を始めた。2年にわたり、ケラリオはこの新聞の他にも『メルキュール・ナシオナル、あるいは国家と市民』紙や『メルキュール・ナシオナルとヨーロッパの革命』紙、『ヨーロッパの政治』紙を発行し、自身の見解を世間に伝えた。さらにケラリオは印刷所の経営を申請したが、1789年11月12日に女性には不可能という理由で却下された。
1790年12月、彼女は新聞に 「単語の影響と言語の力について」と題した記事を掲載し、その中で友愛の証として "tutoiement"の導入を提案した。 また、ケラリオはムッシューとマダムという呼び名をやめ、代わりにシトワイヤンおよびシトワイエンヌという呼称を考案した。
1790年に、ケラリオはダントンの秘書を務めた革命家のピエール・フランソワ・ジョセフ・ロベールと結婚した。彼女は長女の出産を数カ月後に控えた1791年7月にジャーナリストとしてのキャリアを終えた。
ケラリオは女性の役割について、穏健ながらも強い意見を示した。例えば1789年にシェイエスが、将来の憲法において女性と子供は「受動的市民」とされるべきだと提案した際、ケラリオは『国家と市民』紙で次のようにコメントした。
「すべての市民が政府の積極的な権限の形成に積極的に参加できるわけではなく、女性や子供が政治に影響を及ぼすことは不可能である」という彼の言葉の意味は理解し難い。確かに、女性や子供は雇用されていない。しかし、政治に積極的な影響を与える方法はこれしかないのだろうか？主に女性たちによって子供たちの魂に幼い頃から刻まれる言説や感情や原則、彼女らが社会において使用人や家来に与える影響力は、祖国とは無関係なのだろうか？
ヴァレンヌ事件の後、ケラリオとロベールが取りまとめていた民衆社会中央委員会は、ルイ16世が職を放棄したこと、この偽証行為によって事実上退位したこと、署名者はもはや国王に忠誠を誓っていないことを宣言する請願書を配布した。 署名式は1791年7月17日にシャン・ド・マルスで行われ、シャン・ド・マルスの虐殺を引き起こした。
ケラリオはダントン夫妻やデムーラン夫妻と非常に親しく、リュシル・デムーランの日記にはケラリオと彼らの交友の様子が記されている。ガブリエル・ダントンが1793年2月に死去すると、ケラリオは両性愛国者友愛協会で彼女の追悼演説を行った。一方でジロンド派指導者のマノン・ロランは回想録の中でケラリオに敵意を向けている。
1792年、ケラリオは「正直者」と名乗る三人組に襲われコケードを奪われそうになったが、彼女は暴漢を撃退した。ケラリオはこの襲撃についてジャコバン・クラブで語った。

### 革命後
ケラリオは文学活動を中断していたが、1808年の小説『アメリアとカロリーヌ』で再び筆を執った。
夫ロベールは、百日天下の際ロクロワ県知事に任命された。しかしルイ16世の死刑に賛成票を投じたことで王殺しとして王政復古時に国外追放され、夫妻は1815年にブリュッセルに亡命した。ブリュッセルで、ロベールはワイン商になった。
娘のアデライード・ロベールは音楽評論家のフランソワ＝ジョゼフ・フェティスと結婚した。

## 評価
ルイーズ・ケラリオ＝ロベールをフェミニストとみなすべき否かは、研究者の間で意見が分かれている。ケラリオは女性参政権や政権への参加に反対し、女性は家庭で子供を育てるべきだと性別役割分業を主張した。しかしながら彼女自身は積極的に政治活動に携わり、女性として初めて（おそらく18世紀フランスでただ一人）政治紙の編集長を務め、 自分の名前で記事に署名した。アニー・ジェフロワは、ケラリオを「性差別的共和主義の先駆者」とみなした上で、その活発なジャーナリズムおよび政治活動と矛盾する思想を「謎である」と述べた。一方でカレン・グリーンはジェフロワの主張に疑問を呈し、ケラリオが理想的な人間とは男性的な心の偉大さと堅固な精神に、女性的な優しさや慎み深さ、慈愛を兼ね備えた存在であると主張していたことを示す。